# ジョーズ・ヘタ
ジョーズ・ヘタは、つボイノリオが1976年に発表したフルアルバム。

## 概要
タイトルは映画『ジョーズ』のパロディであり、ジャケットも同映画の日本版ポスターを模したデザインになっていた。

## 沿革
- 1976年2月5日 オリジナル・アナログ・アルバムがエレックレコードより発売。売上は1万枚に達したという[2]。
- 1980年 - ジャケットデザインと曲順を変更し、『つボイノリオの大冒険』というタイトルでユピテルレコードより再発。
- 2006年5月24日 アルバム『ジョーズ・ヘタ』復刻CDが新生エレックレコードより発売。販売委託はバップ。
- 2008年12月17日 アルバム『ジョーズ・ヘタ』復刻CDがHQCD化され再発売。販売委託はポニーキャニオン。
- 2013年6月26日 アルバム『ジョーズ・ヘタ』復刻CDが再発売。発売元はワーナーミュージック・ジャパン。

## 収録曲
- カッコ内は左から順に、『つボイノリオの大冒険』及び復刻CD版での順番。

SIDE A
1. オー・ジョーズ（つボイノリオのテーマ）（SIDE A #5/#1） 
作曲・編曲：川上了
2. 金太の大冒険（SIDE A #1/#2） 
作詞・作曲：つボイノリオ / 編曲：小池順一
3. 女学生 （SIDE A #3/#3）
作詞・作曲：つボイノリオ / 編曲：川上了
4. ヤイ・ヤイ・オウ・オウ・イエ・イエ・ウェスタン・ハピネス・イッツ・オールライト（SIDE A #4/#4） 
作詞・作曲：つボイノリオ / 編曲：川上了
5. 怪傑黒頭巾（SIDE A #6/#5） 
作詞・作曲：つボイノリオ / 編曲：池多孝春
6. 極付け!お万の方（SIDE A #2/#6） 
作詞・作曲：つボイノリオ / 編曲：川上了

SIDE B
1. 一宮の夜（SIDE B #2/#7） 
作詞・作曲：つボイノリオ / 編曲：池多孝春
2. 男の子守唄（SIDE B #3/#8） 
作詞：桐島重石 / 作曲：野々卓也 / 編曲：池多孝春
3. ワッパ人生（SIDE B #5/#9） 
作詞：桐島重石 / 作曲：野々卓也 / 編曲：池多孝春
4. 吉田松陰物語（SIDE B #1/#10） 
作詞・作曲：つボイノリオ / 編曲：池多孝春
5. 気楽な時代も過ぎました（SIDE B #4/#11） 
作詞：桐島重石 / 作曲：野々卓也 / 編曲：池多孝春